# Soziale Insekten

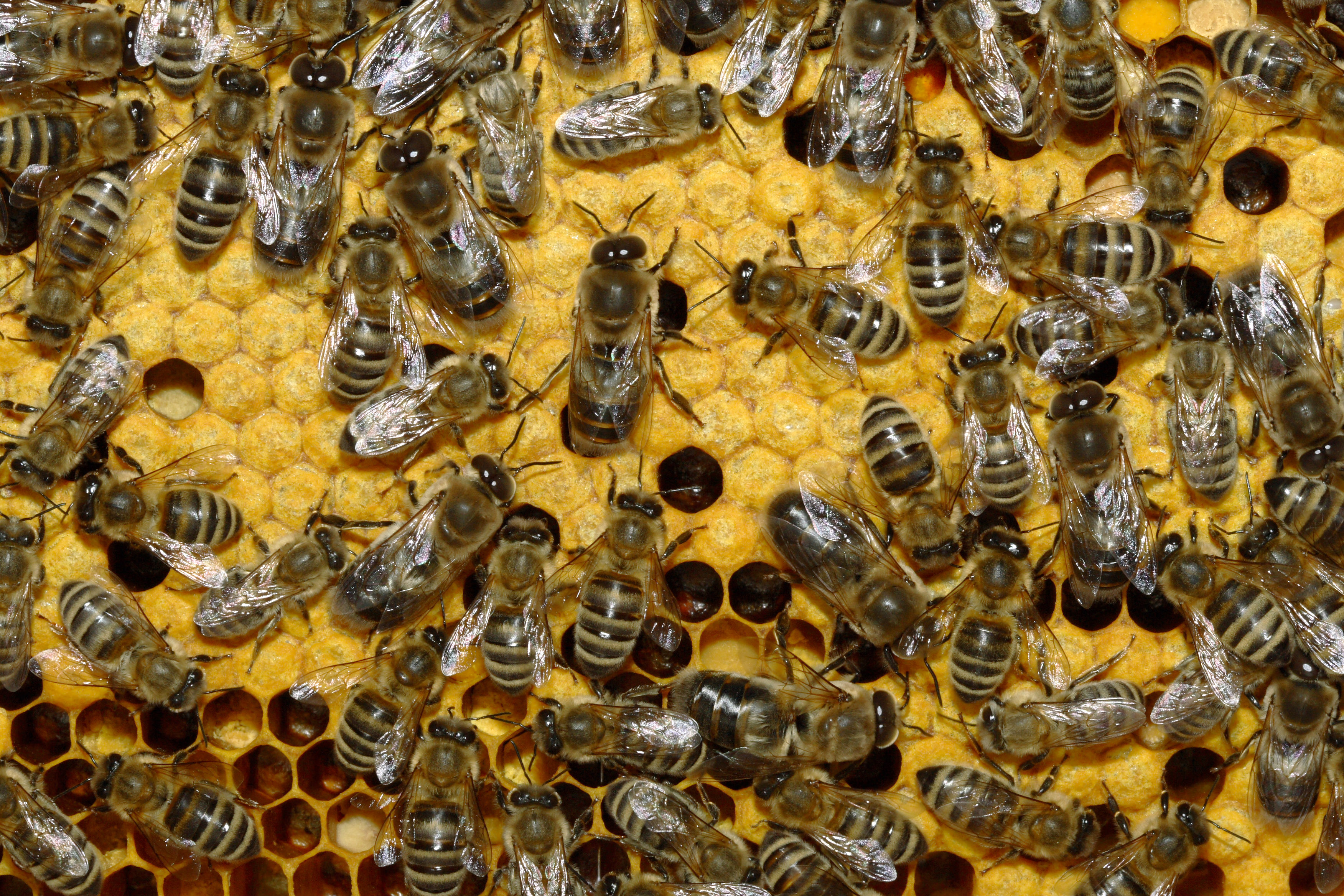
Bienen

Unter sozialen Insekten versteht man solche Arten, deren Individuen in Gruppen oder Verbänden zusammenleben und dabei in ihrem Sozialverhalten miteinander kooperieren.  Die Sozialverbände werden Kolonien, nur bei Arten mit besonders ausgeprägtem Sozialverhalten auch Staaten oder Völker, genannt.

## Abgrenzung und Terminologie
Für soziale Insekten sind weder das Vorhandensein von Gruppen für sich betrachtet, noch innerartliche Kommunikation und Sozialverhalten allein ausschlaggebend. Weder Arten, bei denen es zu mehr oder weniger zufälligen Ansammlungen von Individuen kommt („gregäre“ Insekten), die dann Aggregationen genannt werden, werden zu den sozialen Insekten gezählt, noch die Arten, bei denen Individuen nur zum eigenen Vorteil miteinander interagieren, etwa bei der Paarung. Ausschlaggebend ist, dass es zu einer echten Kooperation kommt, also Individuen Verhalten zeigen, das für andere Individuen derselben Art vorteilhaft ist. Dieses Konzept der sozialen Insekten wurde in die Wissenschaft eingeführt durch den auf Ameisen spezialisierten amerikanischen Zoologen William Morton Wheeler. In Social Insects: Their Origin And Evolution (1928) betrachtet er allerdings noch alle sozialen Insekten als auf Familienverbände, von Eltern, in der Regel Müttern, und deren Nachkommen zurückgehend. Er unterscheidet „infrasoziale“ Insektenarten, bei denen ein Weibchen zwar möglicherweise eine günstige Stelle zur Eiablage auswählt, sich aber nicht um den Nachwuchs kümmert, „quasi-“ bzw. „subsoziale“, bei denen den Nachwuchs auch füttert und verteidigt und schließlich „soziale“ Insekten, bei denen Mutter und Nachkommen zusammenbleiben und zusammen weitere Brut aufziehen. Aufbauend auf Wheelers Werk prägte Charles Duncan Michener eine Stufenleiter sozialen Verhaltens, bei der auf eine subsoziale, quasisoziale und parasoziale Stufe schließlich eine eusoziale Stufe folgt (zu den Begriffen vgl. unter Eusozialität). Dieses Schema, als Stufenleiter aufgefasst, blieb mit einigen Modifikationen über Jahrzehnte verbindlich. Als „eigentliche“ soziale Insekten galten dabei die eusozialen Arten.
Kennzeichnend für eusoziale Verbände sind:
- kooperative Brutpflege durch mehrere Tiere
- gemeinsame Nahrungsbeschaffung und auch -verteilung, zum Beispiel durch gegenseitige Fütterung (Trophallaxis)
- der Verband umfasst mehrere unterscheidbare Teilgruppen, die arbeitsteilig verschiedene Aufgaben erfüllen, die Kasten genannt werden. Beispiele wären etwa Nahrungsbeschaffer (Arbeiter) und Verteidiger (Soldaten) in den Staaten der Termiten.
- Zusammenleben von Tieren mehrerer Generationen, meist in Familienverbänden aus Müttern und Töchtern

In jüngerer Zeit wird das von W.M. Wheeler und E.O. Wilson propagierte Schema wieder in Zweifel gezogen. Kritikpunkt ist vor allem, dass die Terminologie nahelegt, alles außer der eusozialen Stufe seien bloße Vorstufen und so den Blick auf zahlreiche soziale Insekten mit hoch interessantem, aber etwas weniger komplexem Sozialverhalten als die Paradegruppen der Bienen, Ameisen oder Termiten verstellt. Der Schematismus sei außerhalb dieser Gruppen oft nur unvollkommen und mit eher zweifelhaften Zusatzannahmen anwendbar. Forscher wie James T. Costa plädieren daher wieder dafür, den Ausdruck „sozial“ für soziale Insekten wieder in umfassendem Sinn ohne Abstufungen zu verwenden.

## Gruppen
Zu den als eusozial definierten Insektenarten gehören u. a. Termiten, Ameisen, viele Bienen- und etliche Wespenarten. Sie stellen zwar nur 2 % der Insektenarten, bilden aber die Hälfte der Biomasse der Insekten.
Zu den sozialen Insekten im weiteren Sinne, bei denen Individuen die evolutive Fitness von Artgenossen steigern und für kooperatives Verhalten innerartliche Kommunikationsmechanismen evolviert haben, aber nicht unbedingt mehrere Generationen bei der Brutpflege kooperieren und es auch nicht unbedingt abgrenzbare Kasten gibt, zählen außerdem eine Vielzahl von Arten aus zahlreichen Insektenordnungen. Einige Beispiele: Zahlreiche Ohrwürmer (Dermaptera) betreiben Brutpflege und versorgen ihren Nachwuchs mit Nahrung. Heuschrecken der Familien Romaleidae und Pyrgomorphidae bilden als Jungtiere (Nymphen) herdenartige Gruppen, die zur Abwehr von Feinden und zur Thermoregulation beisammen bleiben. Fransenflügler (Thysanoptera) leben gemeinsam in Pflanzengallen, einige Arten haben sogar eine Soldatenkaste evolviert, die die Galle gegen Kleptoparasiten verteidigen.
Es wurde vorgeschlagen, die Fülle der Einzelfälle von Kooperation auf zwei prinzipielle Strategien zurückzuführen „Lebensversicherer“ („life insurers“) schließen sich zusammen, um Nachwuchs zu versorgen und zu verteidigen, wenn dadurch der Nachwuchs aller eine höhere Überlebenschance hat. So können etwa Bienen- oder Wespenarten das gemeinsame Nest gegen Parasiten verteidigen, während einige zur Nahrungssuche ausfliegen. „Festungsverteidiger“ („fortress defenders“) tun sich zusammen, um eine wertvolle Ressource, etwa eine ergiebige Nahrungsquelle oder ein mühevoll erbautes Nest, gemeinsam gegen Konkurrenten zu schützen. Manchmal, etwa bei den gallbildenden Fransenflüglern, fällt beides zusammen.

## Evolution des Sozialverhaltens sozialer Insekten

### Gruppenselektion
Charles Darwin, der Begründer der Evolutionstheorie hat sich schon mit sozialen Insekten beschäftigt. In einer oft zitierten Stelle seines Hauptwerks Über die Entstehung der Arten will er einmal „bei einer besondern Schwierigkeit stehen bleiben, welche mir anfangs unübersteiglich und meiner ganzen Theorie wirklich verderblich zu sein schien.“: Die Arbeiterinnen der kastenbildenden sozialen Insekten sind steril, können also keine Erbanlagen weitergeben. Er erklärt dies damit, dass „Zuchtwahl ebensowohl bei der Familie als bei den Individuen anwendbar ist“. Er führt also zur Erklärung der Kastenbildung etwas in seine Theorie ein, was später Gruppenselektion genannt werden wird. Darwins Erklärung ist im Detail unzureichend, was vor allem daran liegt, dass er noch keine brauchbare Theorie der Vererbung hatte. Diesem Ansatz zufolge tritt neben die Selektion auf der Ebene von Individuen eine Selektion zwischen Gruppen. Wenn sich Gruppen erfolgreicher fortpflanzen als andere Gruppen, können die erfolgreichen Gruppen ausgelesen werden und so mehr Nachkommen hervorbringen. Die klassische Theorie der Gruppenselektion scheiterte in den 1960er Jahren daran, dass der Verzicht auf Nachkommen eines Individuums keine evolutionär stabile Strategie ist; es kann gezeigt werden, dass eigennützige Individuen innerhalb der Gruppe noch mehr Nachkommen haben als kooperative, wodurch sich diese Gruppen zwangsläufig selbst zerstören würden. Modernere Fassungen der Theorie, als Multilevel-Selektion bezeichnet, können das Problem lösen und haben bis heute Befürworter. Sie werden aber von den meisten Evolutionsbiologen zwar als nicht gerade falsch, aber von geringem Nutzen angesehen.

### Verwandtenselektion
Im Kontrast zur Theorie der Gruppenselektion wurde, maßgeblich durch William D. Hamilton, die Theorie der Verwandtenselektion (kin selection) entwickelt. Dieser Theorie zufolge wird der Verzicht auf Nachkommen, den Angehörige der Arbeiterinnenkaste auf sich nehmen (als Altruismus bezeichnet), mehr als aufgewogen durch die zusätzlichen Nachkommen, die Verwandte von ihnen haben, wenn sie diese bei der Brutpflege unterstützen. Der Mechanismus beruht darauf, dass nahe Verwandte einen großen Teil der Allele gemeinsam haben, bei normaler geschlechtlicher Fortpflanzung sind es bei direkten Nachkommen im Durchschnitt die Hälfte (die andere Hälfte stammt vom anderen Elternteil). Ein bestimmtes Allel kann also in der Population auch dadurch häufiger werden, dass nicht eigene Nachkommen, sondern nahe Verwandte aufgezogen werden, optimal abgestuft je nach Verwandtschaftsgrad, wenn dadurch die Gesamtzahl der Nachkommen trotz des eigenen Verzichts höher ist. Soziale Insekten, insbesondere aus der Gruppe der Hautflügler (dazu gehören etwa Ameisen, Bienen und Wespen) waren lange das Paradebeispiel für Verwandtenselektion. Da bei ihnen das Geschlecht des Nachwuchses über Haplodiploidie festgelegt wird, sind bei ihnen Schwestern näher miteinander verwandt als Mütter zu ihren Töchtern, was die Evolution von Arten, die bei der Aufzucht von Schwestern anstelle von eigenem Nachwuchs helfen, stark vereinfachen sollte.
Die Theorie der Verwandtenselektion war seit Anfang der 1970er Jahre die maßgebliche Erklärung für die Entstehung sozialer Insekten Etwa seit Mitte der 2000er Jahre ist aber eine erbitterte Debatte über die Theorie ausgebrochen. Dies geht teilweise darauf zurück, dass einer der maßgeblichen Protagonisten der Theorie, der prominente Evolutionsbiologe Edward O. Wilson, die Fronten gewechselt hat und sich nun dagegen ausspricht. Neue Ansätze beruhen zum Teil darauf, dass neben den Paradegruppen wie Bienen und Ameisen viele andere Insektengruppen mit eusozialem Verhalten erforscht worden sind, was die besondere Rolle der Hautflügler stark relativiert hat (zumal bei den Termiten die Geschlechtsbestimmung ebenfalls normal, ohne Haplodiploidie, stattfindet). Tatsächlich erwies sich unerwarteterweise, dass sogar ganz andere Gruppen von Organismen, bis hin zu Bakterien, kooperieren und daher in gewissem Sinne ebenfalls sozial sind. Obwohl heute auch Befürworter der Theorie der Verwandtenselektion einige der früheren Voraussagen, etwa der besonderen Rolle der Geschlechtsbestimmung bei Hautflüglern für deren Evolution, oder eine unkritische und schematische Anwendung von Hamiltons Regel ebenfalls kritisch sehen, ist sie für die meisten Biologen nach wie vor der vielversprechendste Forschungsansatz. Dies liegt daran, dass die Theorie zahlreiche richtige Vorhersagen zu Details des Verhaltens sozialer Insekten gegeben hat, etwa zur Investition in Nachkommen unterschiedlichen Geschlechts (Allokation), in das Verhalten eigenem und fremden männlichem Nachwuchs gegenüber durch Königinnen und andere Arbeiterinnen („policing“) und in potenzielle Konflikte zwischen Königinnen und Arbeiterinnen über das Verhältnis und das Geschlecht des Nachwuchses der Kolonie.

## Kasten und Kastendetermination
Einer der Faktoren, der für die Einstufung von sozialen Insekten als eusozial maßgeblich ist, ist die Entwicklung von nicht reproduzierenden Kasten. Es werden prinzipiell zwei davon unterschieden, Arbeiter (bei den Hautflüglern immer weiblich und daher besser Arbeiterinnen genannt, Termiten haben Arbeiter beiderlei Geschlechts) und Soldaten. Arbeiter sind tätig in der Brutpflege und der Nahrungsbeschaffung, Aufgabe der Soldaten ist die Verteidigung des Nests oder der Kolonie. Während vor allem die Arbeiterinnen der sozialen Hautflügler morphologisch sehr ähnlich zu den Königinnen sind, manchmal völlig ununterscheidbar und nur am Verhalten zu erkennen, weisen Soldaten meist auffällige Sonderbildungen wie zum Beispiel vergrößerte oder umgebildete Mandibeln auf.  Es gibt zahlreiche eusoziale Insekten mit Arbeitern, ohne eine unterscheidbare Soldatenkaste, vor allem unter den Hautflüglern. Daneben gibt es aber auch Arten mit Soldaten, aber völlig ohne Arbeiter. Dazu gehören viele niedere Termiten, Fransenflügler (vor allem in Pflanzengallen lebende) und Blattläuse.
Obwohl es einige recht exotische Ausnahmen bei einigen Populationen bestimmter Bienen-, Ameisen- und Termitenarten gibt, erfolgt die Determination der Kaste bei sozialen Insekten im Regelfall ausschließlich über Umweltreize: Arbeiterinnen und Königinnen sind im gut untersuchten Fall der Honigbiene nachweisbar genetisch identisch. Das Schicksal von Jungtieren oder Larven entscheidet sich durch die Ernährung, durch Umweltreize wie die Temperatur und durch Pheromone. Jüngere Forschungen haben nun belegt, dass die Vermittlung von den äußeren Reizen zum eingeschlagenen Entwicklungspfad über epigenetische Mechanismen, insbesondere über DNA-Methylierung erfolgen kann. Epigenetische Modifikationen der DNA spielen auch eine Rolle bei der Differenzierung innerhalb der Kasten (etwa große „Majores“ und kleinere „Minores“-Arbeiterinnen bei Ameisen-Arten) und der Rolle der Arbeiterinnen während ihres Lebenszyklus, etwa dem Einsatz im Stock bei der Brutpflege oder als Nahrungssammlerin bei der Honigbiene. Das Ineinandergreifen von direkten Umweltreizen (etwa Pheromonen) und epigenetischer Regulierung stellt ein hoch flexibles System zur Verfügung, mit dem je nach Bedarf Nachwuchs mit verschiedenen Aufgaben bereitgestellt werden kann.